# Varenuil
De varenuil (Callopistria juventina) is een nachtvlinder uit de familie van de uilen, de Noctuidae. De voorvleugellengte bedraagt tussen de 15 en 16 millimeter. De soort komt verspreid over het Palearctisch gebied voor. Hij overwintert als rups.

## Waardplanten
De varenuil heeft adelaarsvaren als waardplant.

## Voorkomen in Nederland en België
De varenuil is in Nederland en België een zeer zeldzame soort. De vlinder kent één generatie die vliegt van eind juni tot en met juli.